# Bożepole Małe
Bożepole Małe (kaszb. Môłé Bòżépòlé lub Bòżépòle Môłé) – osada w Polsce położona w województwie pomorskim, w powiecie wejherowskim, w gminie Łęczyce nad Łebą. Kolejowy ruch pasażerski obsługiwany jest przez Szybką Kolej Miejską w Trójmieście.
Według danych na dzień 23 października 2019 roku wieś zamieszkuje 503 mieszkańców na powierzchni 11,44 km2.
Ok. 1 km na południowy zachód znajduje się wzgórze Kruszewie.

## Historia
Pomiędzy 1945-1954 miejscowość administracyjnie należała do województwa gdańskiego, powiatu lęborskiego, gminy Rozłazino. Po zniesieniu gmin i pozostawienie w ich miejscu gromad, w latach 1957-1975 miejscowość administracyjnie należała do województwa gdańskiego, powiatu lęborskiego. W latach 1975–1998 miejscowość administracyjnie należała do województwa gdańskiego.
Obecnie miejscowość zaliczana jest do ziemi lęborskiej włączonej w skład powiatu wejherowskiego.
11 lipca 2017 roku w Bożympolu Małym funkcjonariusze Centralnego Biura Śledczego Policji zlikwidowali znajdujące się w hali na terenie dawnego Państwowego Gospodarstwa Rolnego (PGR) laboratorium produkujące tzw. dopalacze (klefedron), według mediów jedno z największych w Europie. Ze względu na ryzyko skażenia wody chemikaliami zamknięto jej ujęcie znajdujące się w pobliżu, tym samym pozbawiając wody mieszkańców dwóch miejscowości.

## Zabytki
Według rejestru zabytków NID na listę zabytków wpisany jest pałac, k. XVIII, nr rej.: A-804 z 21.12.1973.

## Sąsiednie miejscowości
- Bożepole Wielkie
- Jeżewo
- Strzebielino
- Paraszyno
- Rozłazino
- Wielistowo
- Luzino